# 소니 α7

소니 A7(영어: Sony α7/α7R)은 2013년 10월 16일 공개된 소니 E마운트 미러리스 렌즈 교환식 카메라이다. A7/A7R은 미러리스 카메라로는 세계 최초로 풀프레임 센서를 탑재했으며,
기존의 NEX와는 다르게 전문가를 겨냥해 출시된 제품이다. 마운트로는 기존 소니 E마운트를 사용하지만, 제조사 측에서는 전용 렌즈인 화각의 이유로 FE렌즈를 사용하기를 권장한다.

## 모델
α7 시리즈는 현재 A7과 A7R로 나뉘어 출시됐는데, R 모델은 'Resolution' 모델로써, 보다 고 성능의 센서를 탑재했으며, US $600 정도가 더 비싼 모델이다. 하지만 이미지의 처리 속도 및 연사 매수 등은 A7이 더 높다.

## 성능

### a7R
- 3,640만 화소 Exmor HD CMOS
- 광학식 로우 패스 필터 미탑재
- 최대 4연사
- 25 포인트의 콘트라스트 AF 탑재

### A7
- 2,430만 화소 Exmor HD CMOS
- 광학식 로우 패스 필터 탑재
- 최대 5연사
- 패스트 하이브리드 오토포커스 시스템 (25포인트 콘트라스트 AF + 117포인트 위상차 AF탑재)

## 갤러리

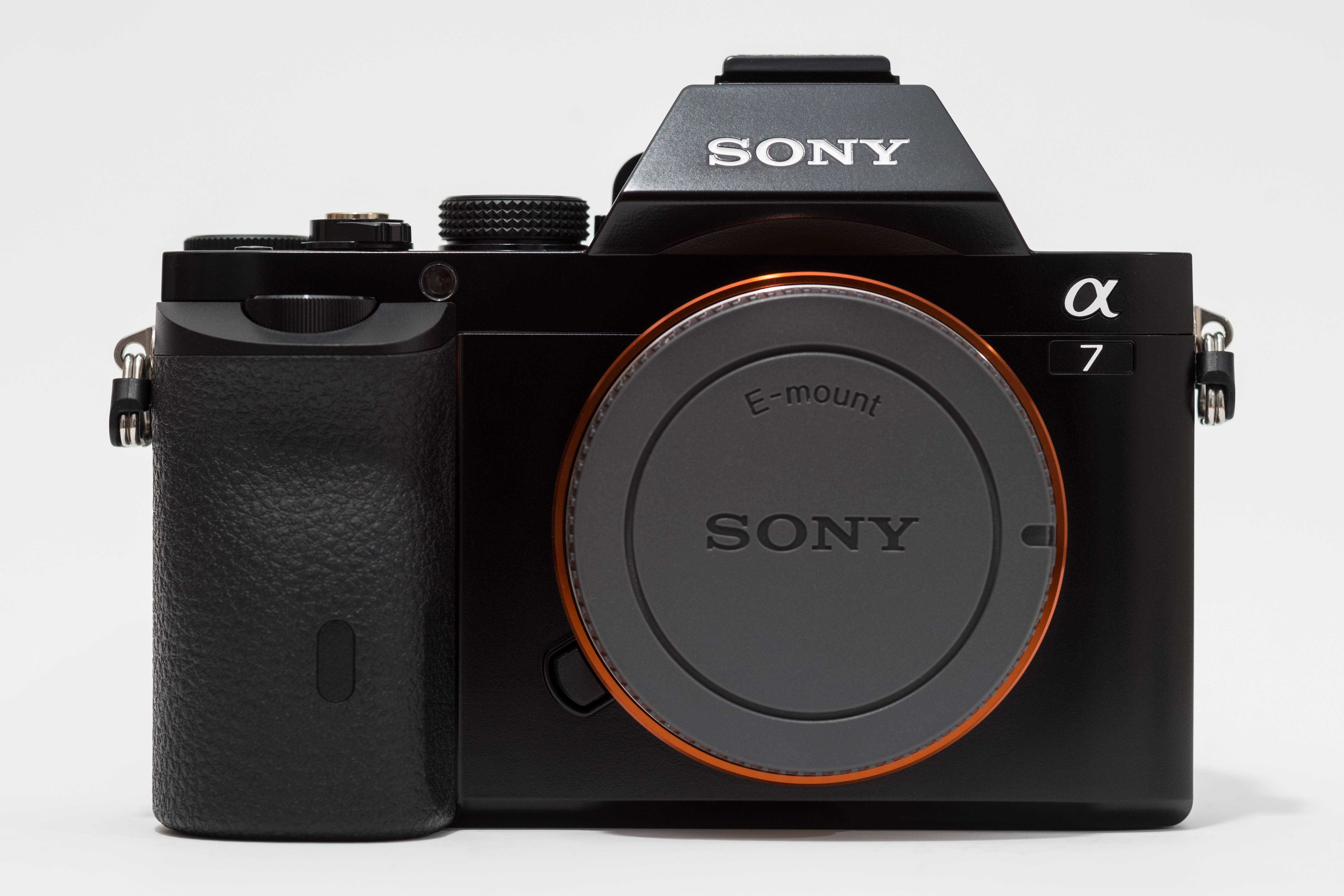
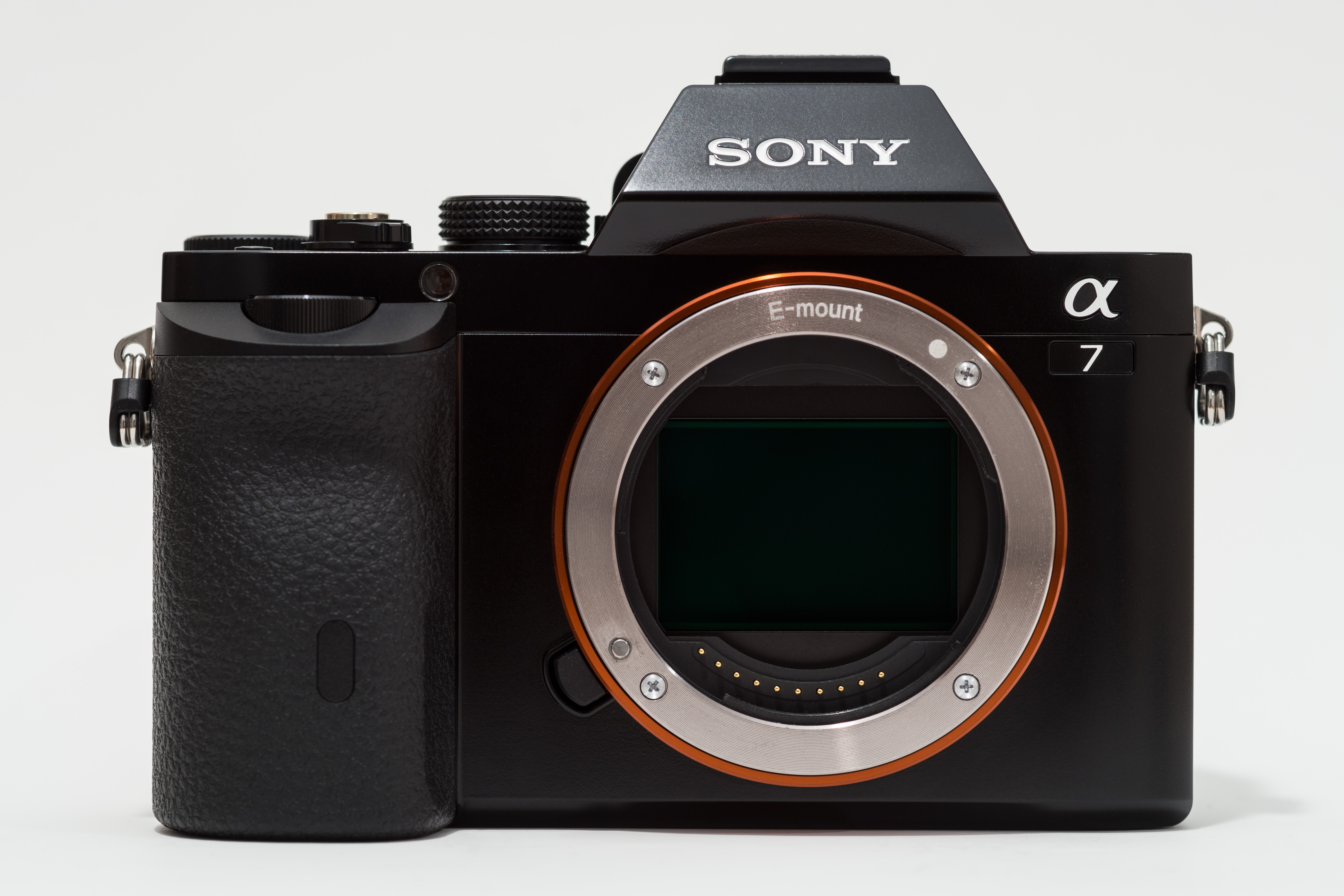
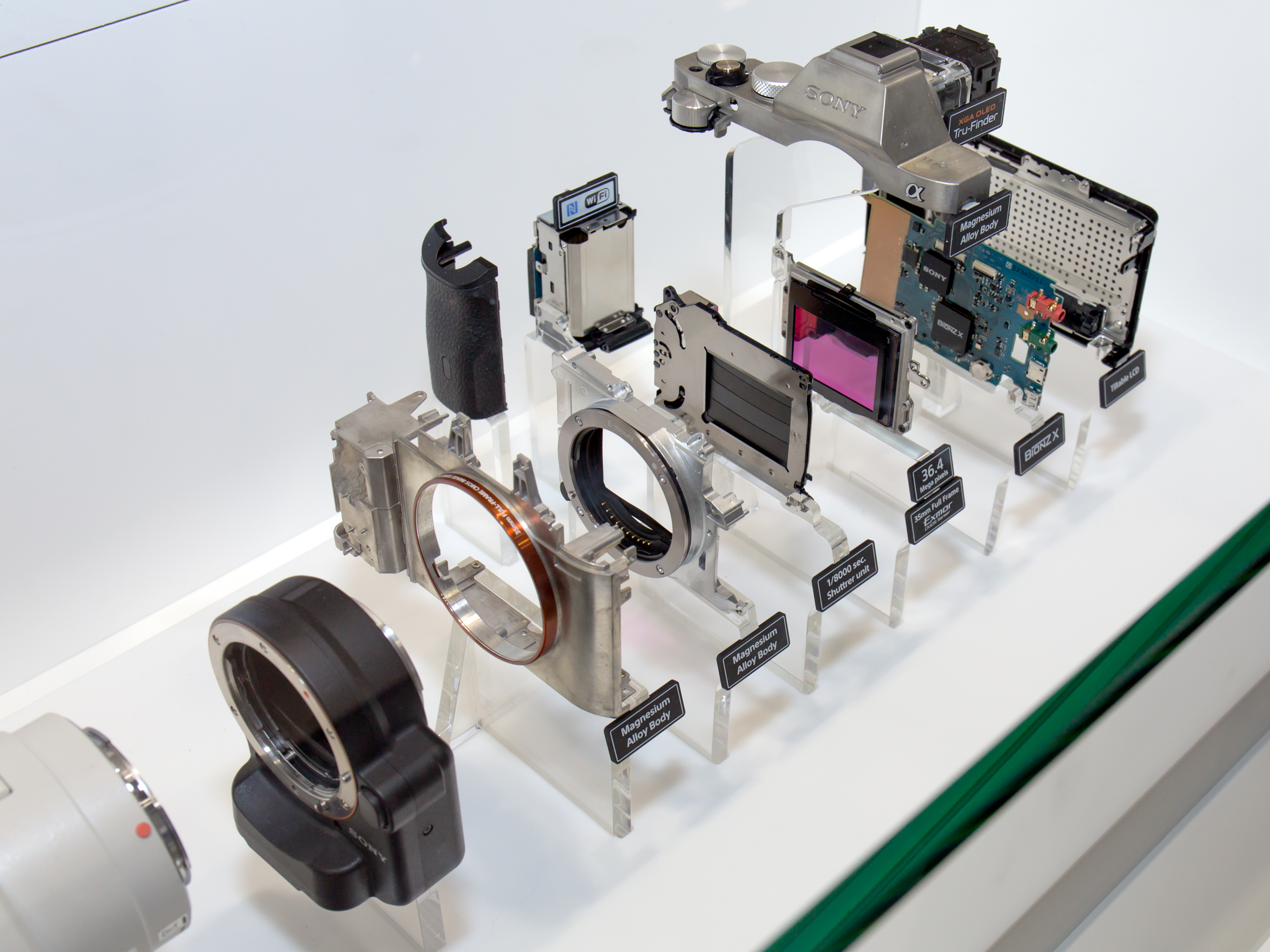
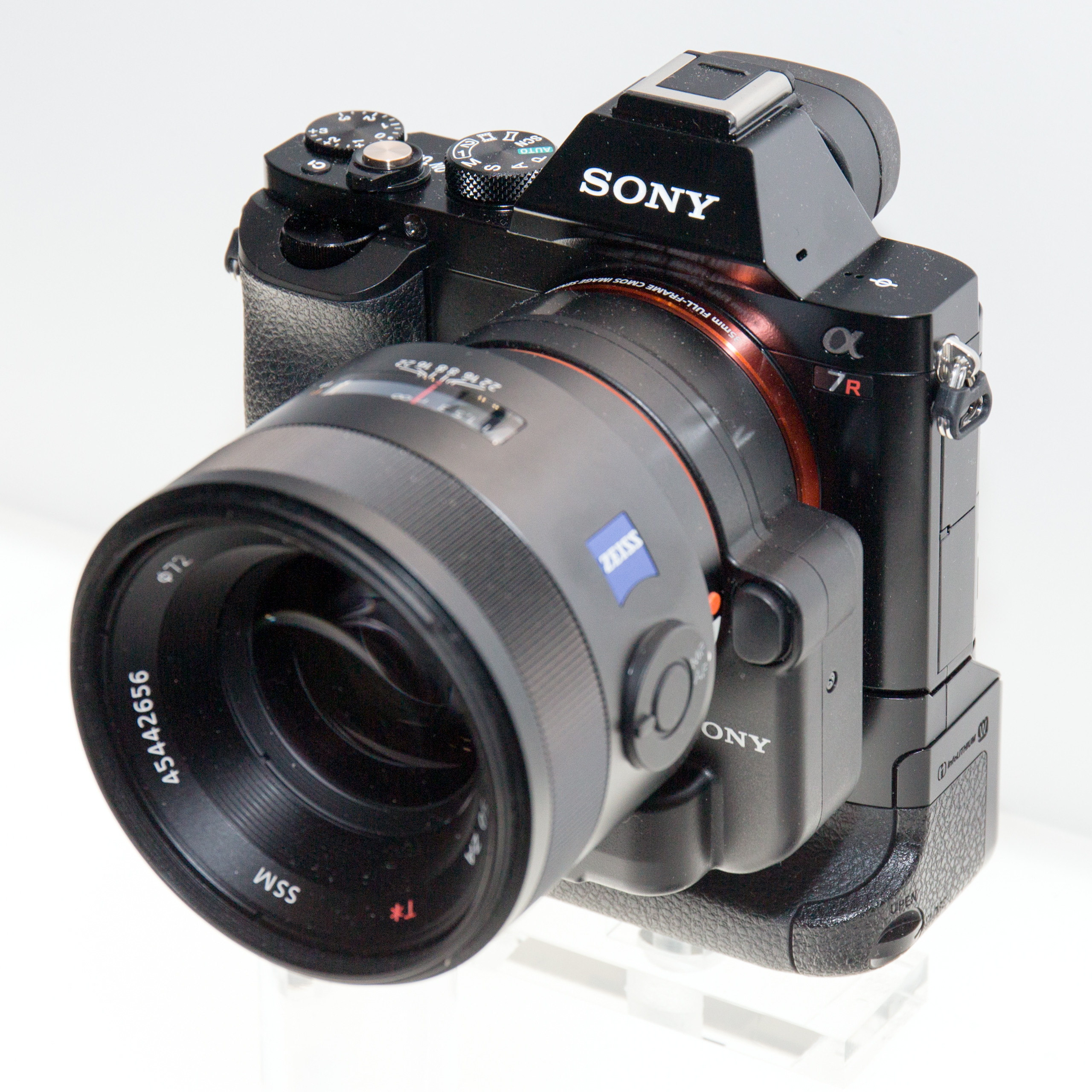
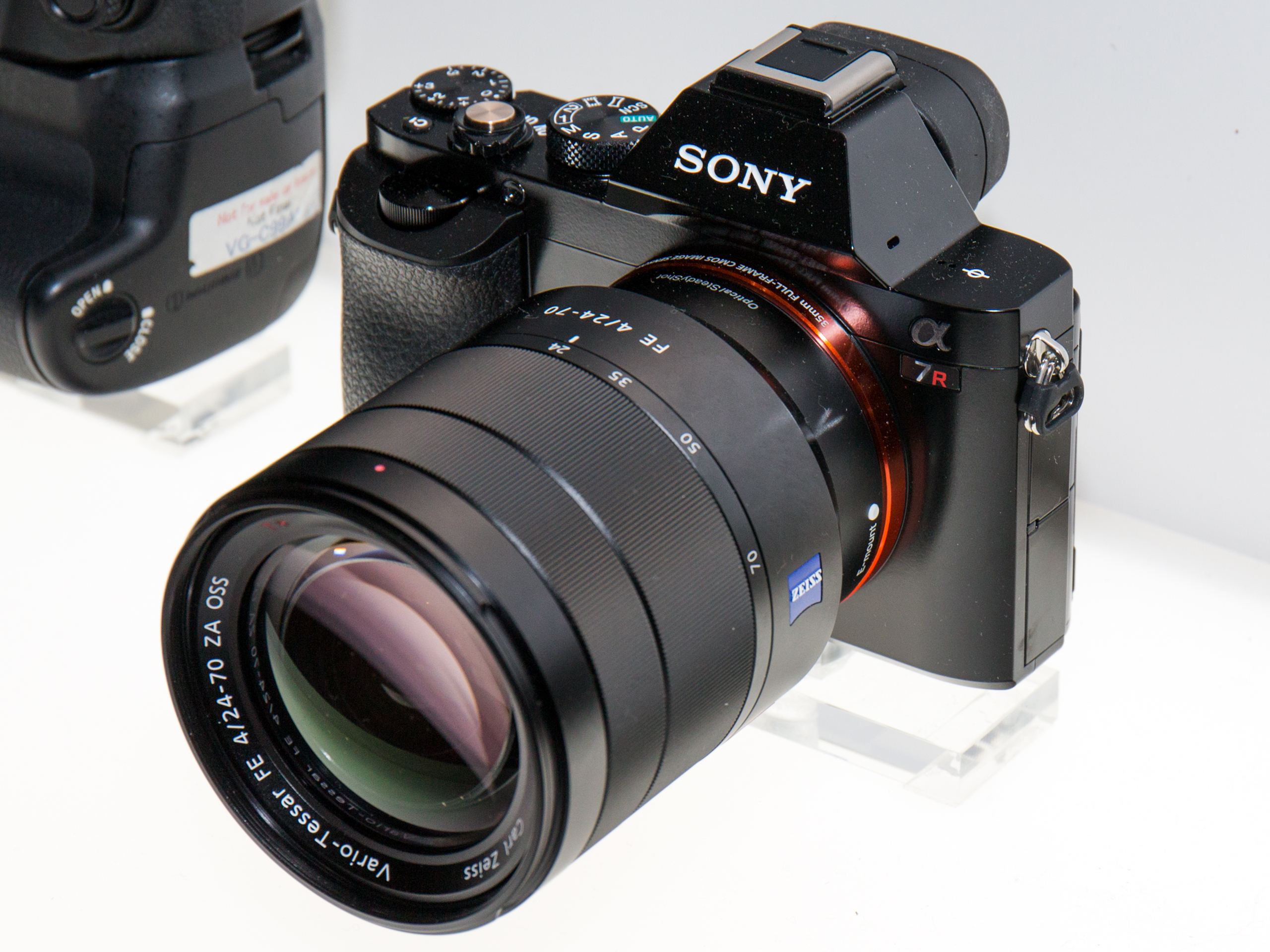
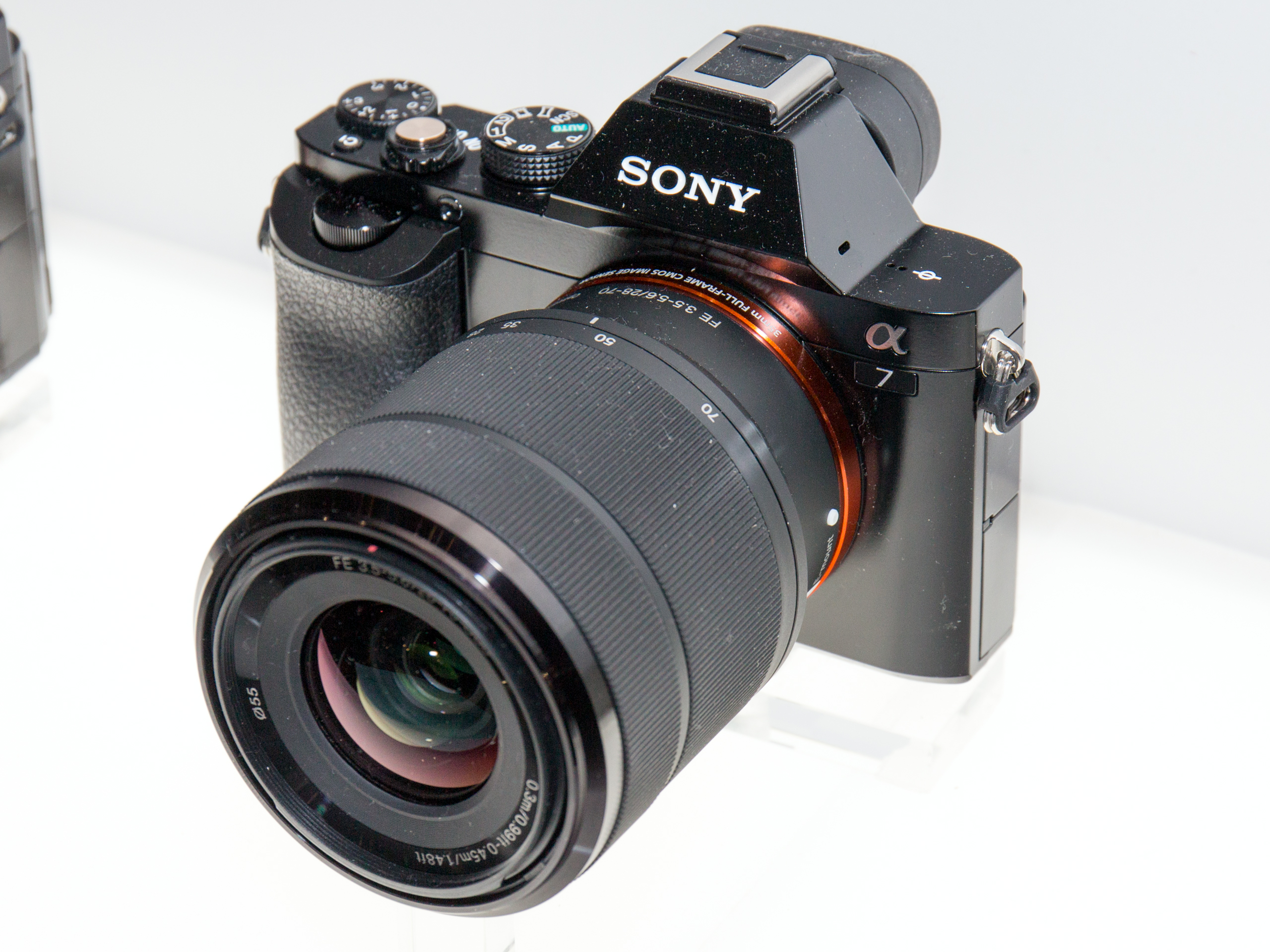

## 같이 보기
- 소니 α6000